# 小金澤篤子
小金澤 篤子（こがねざわ あつこ、1960年1月1日 - ）は、日本の女優、声優。東京俳優生活協同組合所属。東京都出身。身長155cm。体重43kg。

## 来歴
青山学院大学英文学科卒業。大学卒業後は船舶関係の一般企業に就職し、外国人の秘書を約2年間務めていたが、俳優を目指して退職。1980年に東京アナウンス学院に入学、同学院卒業の後、1982年に俳協養成所第10期卒業。

## 人物
声種はソプラノ。
特技は三味線、端唄、小唄、社交ダンス。趣味・スポーツは水泳、スキー、スケート、乗馬、ゴルフ（1983年当時）。
免許・資格は英語検定2級、普通自動車免許。

## 出演

### テレビドラマ
- 玩具の神様
- 仮面の女
- スウィートデビル
- 小さな小さなあなたを産んで
- 特捜最前線（318話）
- 天うらら
- 東京龍
- 翔ぶが如く
- HOTEL
- 私鉄沿線97分署
- はぐれ刑事純情派（2000年） ‐ 小暮恭子
- マイ☆ボス マイ☆ヒーロー 第3話（桜小路の母、声のみの出演）
- 略奪愛・アブない女
- ニュードキュメンタリードラマ昭和 松本清張事件にせまる 第2回「東京ローズは誰か」
- 真夜中の匂い
- X'マスには死化粧を!
- 松本清張の老春
- ピュア! 〜一日アイドル署長の事件簿〜（2019年）

### 吹き替え

#### 映画
- 愛がこわれるとき ※テレビ朝日版
- 悪夢の破片（ポーラ/ローラ）
- 美しき容疑者
- 8 Mile（ステファニー・スミス）
- エクスタミネーター（ロレイン）※テレビ東京版（BD収録）
- カーラの結婚宣言（ミーシャ）
- 地獄のデビル・トラック ※テレビ東京版
- ダブルドラゴン（マリアン・デラリオ〈アリッサ・ミラノ〉）
- 地獄の黙示録 ※テレビ東京版
- デュース・ビガロウ、激安ジゴロ!?（クレア）
- 天地創造 ※日本テレビ版
- ナイトホークス（パム）※フジテレビ版
- バスキア
- ハリーとヘンダスン一家 ※TBS版
- バロン（ヴィーナス/ローズ〈ユマ・サーマン〉）※ソフト版
- プリティ・ブライド（シンディ）
- ブロークバック・マウンテン（ラショーン・マローン〈アンナ・ファリス〉）
- ベイサイド・ウェポン（ナンシー）
- マイ・フレンド・メモリー（先生）
- ミシシッピー・バーニング ※テレビ朝日版
- メイフィールドの怪人たち ※テレビ朝日版
- 迷宮のレンブラント（マリーケ・ファンデンブルック〈イレーヌ・ジャコブ〉）
- 予期せぬ出来事
- ルームメイト ※ソフト版
- ロミーとミッシェルの場合（シェリル・クイック）

#### ドラマ
- ウルトラマンG（レイチェル）
- ビバリーヒルズ高校白書→新ビバリーヒルズ青春白書（ブレンダ・ウォルシュ〈シャナン・ドハーティー〉）

#### アニメ
- ポップアップ ミッキー/すてきなクリスマス
- マイティ・オーボッツ（ティア）

### テレビアニメ
- 亜空大作戦スラングル（1983年、教授、ドロシー）
- みゆき（1983年、女店員）
- 小公女セーラ（1985年、婦人B）
- 火の鳥（2004年、大后）
- 西洋骨董洋菓子店 〜アンティーク〜（2008年、栄子叔母）

### 劇場アニメ
- バカリズム THE MOVIE[注 1]（2012年、面堂麗子）

### ゲーム
- VIRUS（1997年、ネットマネージャー2）

### 特撮
- 巨獣特捜ジャスピオン（1985年、ミーヤの声）
- ゲゲゲの鬼太郎「妖怪奇伝魔笛エロイムエッサイム」（1987年、河童の声）
- 特救指令ソルブレイン 第46話（1991年）
- 特捜エクシードラフト（1992年、ハウスキーパーロボットの声）
- ウルトラQ dark fantasy（2004年）

### 人形劇
- 大きくなる子
- こどもにんぎょう劇場「霊芝草」

### テレビ番組
- 英会話Ⅰ
- 写真でさぐる自然の秘密（NHK教育）[5]
- 理科教室中学校2年生（NHK教育）[5]

### ラジオ
- 高校講座ベーシック10 シーズン2

### ナレーション
- これが私の母ちゃんです!
- レディス4

### ボイスオーバー
- アナザーストーリーズ 運命の分岐点
- 世界一周 魅惑の鉄道紀行
- 世界で一番美しい瞬間
- 美の巨人たち